# Alfred A. Cohn
Pour les articles homonymes, voir Cohn.
Alfred A. Cohn est un scénariste et monteur américain né le 26 mars 1880 à Freeport, Illinois (États-Unis), décédé le 3 février 1951 à Los Angeles (États-Unis).

## Filmographie

### Comme scénariste
- 1910 : Kapergasten
- 1924 : Legend of Hollywood
- 1925 : On the Threshold
- 1925 : Les Siens (His People)
- 1926 : The Cohens and Kellys de Harry A. Pollard
- 1926 : Flames
- 1926 : The Midnight Kiss
- 1927 : Frisco Sally Levy
- 1927 : Le Chanteur de jazz (The Jazz Singer)
- 1928 : L'Âme d'une nation (We Americans) de Edward Sloman
- 1928 : The Cohen and Kellys in Paris
- 1929 : Le Dernier Avertissement (The Last Warning) de Paul Leni
- 1929 : Melancholy Dame
- 1929 : The Carnation Kid
- 1929 : Music Hath Harms
- 1929 : Meet the Missus
- 1929 : The Framing of the Shrew
- 1929 : Oft in the Silly Night
- 1929 : Dear Vivian
- 1929 : Her Husband's Women
- 1929 : Divorce Made Easy
- 1929 : He Did His Best
- 1930 : Numbered Men
- 1930 : À la hauteur (Feet First) de Clyde Bruckman
- 1931 : A Holy Terror
- 1931 : The Cisco Kid
- 1932 : Mystery Ranch
- 1932 : Me and My Gal
- 1933 : Son of a Sailor
- 1934 : Harold Teen (en) de  Murray Roth

### Comme monteur
- 1923 : The Unknown Purple
- 1923 : The Drums of Jeopardy (en)

### Comme réalisateur
- 1929 : Always Faithfull (court-métrage)
- 1930 : All Square (court-métrage)